# Вилинский, Василий Михайлович
Василий Михайлович Вилинский (Велинский) (22 августа (3 сентября) 1842, Санкт-Петербург, Российская империя — 20 декабря 1874 (1 января 1875), Харьков, Российская империя) — русский композитор, дирижёр, певец, актёр, театральный и общественный деятель.

## Биография
Родился в Санкт-Петербурге. Потомок Василия Велинского, стародубского городового атамана середины XVIII в. Окончил киевскую гимназию. Учился в Петербургском университете, дополнительно брал уроки музыки у композитора А. Н. Серова. Переехал в Киев, продолжил учёбу в Киевском университете. В местном филармоническом товариществе проявил себя как инструменталист, певец, актёр. Стал одним из основателей киевского отделения Русского музыкального общества (с 1863 — член дирекции, 1872—1874 — музыкальный руководитель).
В 1863—1865 годах работал хормейстером и капельмейстером Итальянской оперы в Киеве. В 1867 году поставил оперу «Наталка Полтавка» Н. В. Лысенко в городском театре. В том же году вместе с антрепренёром и солистом Ф. Бергером основал Киевскую русскую оперу, до 1874 был её главным дирижёром. Долгое время гастролировал, в частности в Одессе. В последний год жизни возглавил Харьковскую оперу.
Умер в Харькове.